# Przemyski Rejon Umocniony
Przemyski Rejon Umocniony – wysunięty najbardziej na południe odcinek Linii Mołotowa, zbudowany w latach 1939–1941, o długości około 120 km. Na południu opierał się o Bieszczady (Solina), na północy graniczył w Sieniawie z Rawsko-Ruskim Rejonem Umocnionym.

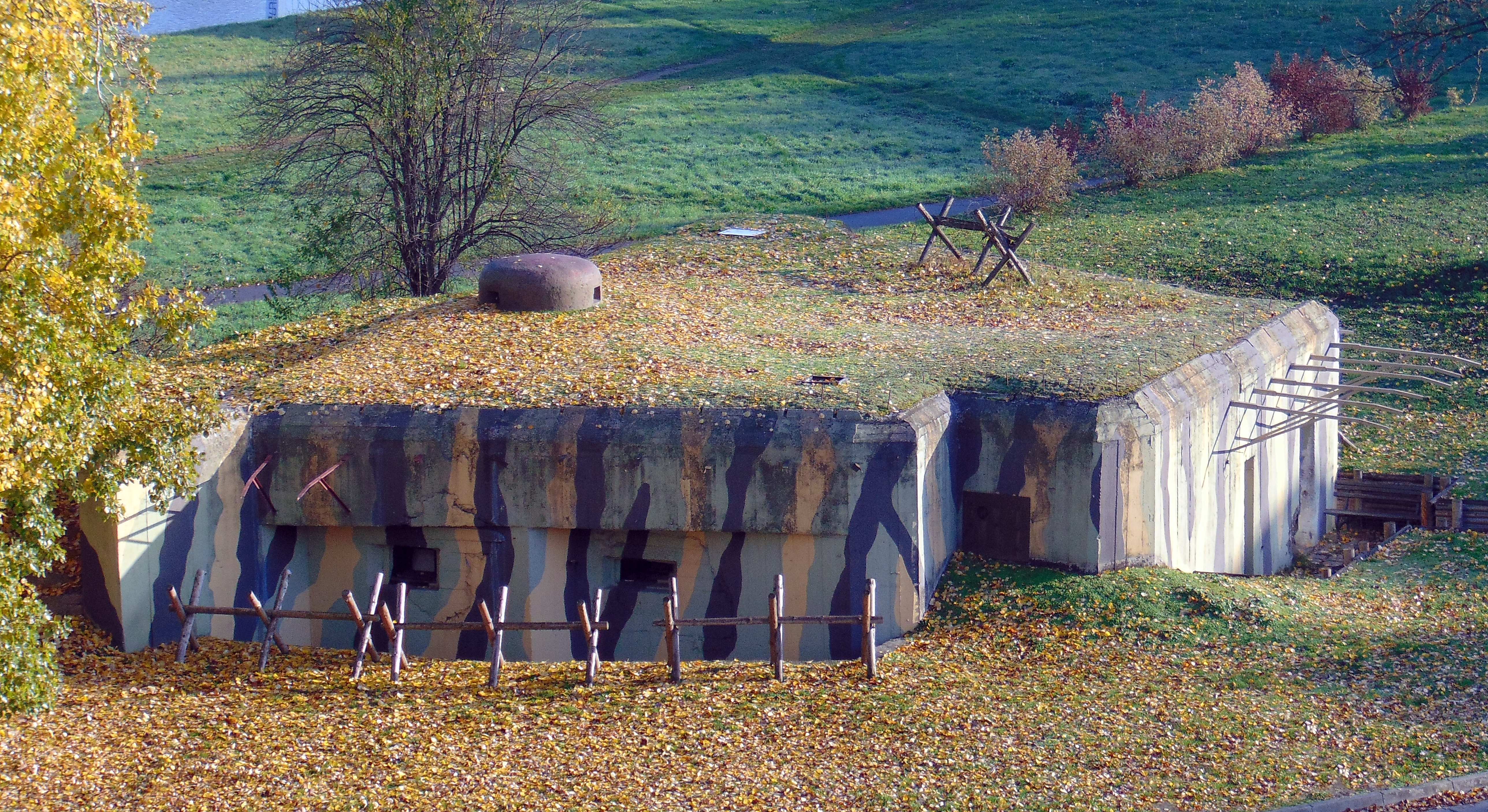
Schron fortyfikacji linii Mołotowa w Przemyślu

Jego zadaniem była obrona strategicznego szlaku komunikacyjnego prowadzącego do Lwowa, a także przepraw kolejowych i drogowych przez San. Składał się z 7 punktów oporu, chroniących newralgiczne odcinki obrony, oraz umocnień polowych, uzupełnionych pojedynczymi betonowymi schronami bojowymi.
W Przemyskim Rejonie Umocnionym główną linię obrony na odcinku Przemyśl–Bachów i Olchowce–Myczkowce oparto bezpośrednio o San, wiele obiektów lokalizując w odległości nie większej niż 100 m od rzeki. Wykorzystano w ten sposób rzekę jako doskonałą obronę przeciwpancerną, a przez wzniesienie umocnień, także trudną do pokonania dla piechoty. Jednak lokalizacja umocnień bezpośrednio nad granicą utrudniała lub w wielu miejscach uniemożliwiała maskowanie, dawała doskonały wgląd w postępy prac i założenia systemu obrony. Brak pasa przesłaniania i niezakończenie budowy drugiej linii obrony groziło szybkim przełamaniem umocnień. Teren między Bachowem a Olchowcami zamknięto systemem umocnień polowych z lekkimi jednoizbowymi obiektami dla karabinów maszynowych i dział przeciwpancernych, podobnie jak w pasie przesłaniania Rawsko-Ruskiego Rejonu Umocnionego. Podobne umocnienia zbudowano na północ od Przemyśla i Medyki wzdłuż Sanu po Sieniawę. Znajdującą się za nimi główną pozycję obrony na linii Medyka–Kalników odsunięto od granicznej rzeki od 3 do 10 km.
W Przemyskim Rejonie Umocnionym zbudowano ponad 100 obiektów obronnych, jednak wiele z nich nie ukończono, a realizację planu budowy oceniano na 50%. Jedynie w rejonie Medyki zrealizowano większość zaplanowanych prac. 

## Umocnienia
- Punkt Oporu Medyka
- Punkt Oporu Siedliska
- Punkt Oporu Łuczyce
- Punkt Oporu Przemyśl (22 schrony)
- Punkt Oporu Krasiczyn (13 schronów)
- Punkt Oporu Mielnów
- Samodzielny Punkt Oporu Olchowce
- Samodzielny Punkt Oporu Załuż
- Samodzielny Punkt Oporu Lesko